# Фајела (Л'Аквила)
Фајела (итал. Faiella) је насеље у Италији у округу Л'Аквила, региону Абруцо.
Према процени из 2011. у насељу је живело 45 становника. Насеље се налази на надморској висини од 413 м.